# North Highlands
|  | Dieser Artikel wurde aufgrund von inhaltlichen Mängeln auf der Qualitätssicherungsseite des Projektes USA eingetragen. Hilf mit, die Qualität dieses Artikels auf ein akzeptables Niveau zu bringen, und beteilige dich an der Diskussion! Eine nähere Beschreibung der zu behebenden Mängel fehlt. |

North Highlands ist ein census-designated place (CDP) im Sacramento County im US-Bundesstaat Kalifornien mit 49.327 Einwohnern (Stand: 2020). Die geographischen Koordinaten sind: 38° 40′ Nord, 121° 22′ West. Das Stadtgebiet hat eine Größe von 33,2 km².